# Breviceps sopranus
Breviceps sopranus es una especie  de anfibios de la familia Brevicipitidae.

## Distribución geográfica
Se encuentra en Sudáfrica, Suazilandia y posiblemente en Mozambique.

## Estado de conservación
Aunque en el pasado se temía por su estado de conservación, la UICN ha clasificado esta especie como no amenazada debido a su amplia distribución y a su adaptación a diferentes hábitats.